# Dioscorus I van Alexandrië
Dioscorus  was de opvolger van Cyrillus als patriarch van Alexandrië.
Op de zogenoemde Roverssynode van Efeze in 449 schakelde hij zo'n 200 gewapende 'monniken' in om zijn gelijk te halen.
Op het concilie van Chalcedon in 451 werd hij veroordeeld omdat hij drie keer niet op kwam dagen toen hij opgeroepen werd door de Romeinse legaten om zich tegen enkele aanklachten te verweren.
Dioscorus was een miafysiet. Dat houdt in dat in Christus de goddelijke en menselijke natuur zijn samengegaan in één natuur, één godmenselijke natuur, zonder enige scheiding, zonder verwarring en onveranderlijk. Deze christologie wordt beleden in de huidige miofysiete kerken (de Oriëntaals-orthodoxe Kerken). Door de chalcedonische kerken werd deze leer als een vorm van het monofysitisme beschouwd. De miofysiete kerken verwerpen echter de monofysitische leer van Eutyches.
De kerk van Alexandrië wees de uitspraken van Chalcedon af. Deze afwijzing ligt aan de basis van de vorming van de Koptisch-orthodoxe Kerk.
Marcus I · Anianus · Avilius · Kedron · Primus · Justus · Eumenes · Marcianus · Celadion · Agrippinus · Julianus · Demetrius · Heraclas · Dionysius · Maximus · Theonas · Petrus I · Achillas · Alexander I · Athanasius · Petrus II · Timoteüs I · Theophilus · Cyrillus I · Dioscorus I · Timoteüs II · Petrus III · Athanasius II · Johannes I · Johannes II · Dioscorus II · Timoteüs III · Theodosius I · Doroteüs · Damianus · Anastasius · Andronicus · Benjamin I · Agatho · Johannes III · Isaak · Simeon I · Alexander II · Cosmas I · Theodosius II · Michaël I · Mina I · Johannes IV · Marcus II · Jacobus · Simeon II · Jozef I · Michaël II · Cosmas II · Sjenoeda I · Michaël III · Gabriël I · Cosmas III · Macarius I · Theofilus II · Mina II · Abraham · Filoteüs · Zacharias · Sjenoeda II · Christodulus · Cyrillus II · Michaël IV · Macarius II · Gabriël II · Michaël V · Johannes V · Marcus III · Johannes VI · Cyrillus III · Athanasius III · Johannes VII · Gabriël III · Johannes VII · Theodosius III · Johannes VIII · Johannes IX · Benjamin II · Petrus V · Marcus IV · Johannes X · Gabriël IV · Matteüs I · Gabriël V · Johannes XI · Matteüs II · Gabriël VI · Michaël VI · Johannes XII · Johannes XIII · Gabriël VII · Johannes XIV · Gabriël VIII · Marcus V · Johannes XV · Matteüs III · Marcus VI · Matteüs IV · Johannes XVI · Petrus VI · Johannes XVII · Marcus VII · Johannes XVIII · Marcus VIII · Petrus VII · Cyrillus IV · Demetrius II · Cyrillus V · Johannes XIX · Macarius III · Jozef II · Cyrillus VI · Sjenoeda III · Theodorus II
- CiNii: DA19611225
- Gemeinsame Normdatei: 102391513
- International Standard Name Identifier: 0000 0000 7819 3202
- Library of Congress Control Number: n82117687
- Nationale bibliotheek van Australië: 36516420
- Nationale Bibliotheek van Israël: 987007271824805171
- Nederlandse Thesaurus van Auteursnamen: 067463894
- Réseau des bibliothèques de Suisse occidentale: 02-A012517903
- Istituto Centrale per il Catalogo Unico: PUVV245031
- Système universitaire de documentation: 128534753
- Trove: 1267208
- Virtual International Authority File: 94707724
- WorldCat: E39PBJrckP6Dq3RKmybwcmM773